# Альпюш
Альпю́ш (фр. Alpuech, окс. Alpuèg) — коммуна на юге Франции, находится в регионе Окситания. Департамент — Аверон. Входит в состав кантона Сент-Женевьев-сюр-Аржанс. Округ коммуны — Родез.
Код INSEE коммуны — 12005.
Коммуна расположена приблизительно в 460 км к югу от Парижа, в 175 км северо-восточнее Тулузы, в 55 км к северо-востоку от Родеза.

## Население
| Год  | Численность | Численность |
| ---- | ----------- | ----------- |
| 1962 | 155         |             |
| 1968 | 111         |             |
| 1975 | 79          |             |
| 1982 | 84          |             |
| 1990 | 78          |             |
| 1999 | 79          |             |
| 2006 | 80          | [ 5 ]       |
| 2008 | 81          |             |
| 2011 | 72          | [ 5 ]       |
| 2013 | 64          |             |
| 2015 | 61          | [ 6 ]       |
| 2017 | 71          | [ 7 ]       |
| 2018 | 70          | [ 3 ]       |

## Администрация
| Период | Период | Фамилия      | Партия | Примечания |
| ------ | ------ | ------------ | ------ | ---------- |
| 2001   | 2008   | Жан Балитран |        |            |
| 2008   |        | Андре Реймон |        |            |

## Экономика
В 2007 году среди 49 человек в трудоспособном возрасте (15—64 лет) 39 были экономически активными, 10 — неактивными (показатель активности — 79,6 %, в 1999 году было 56,0 %). Из 39 активных работали 34 человека (17 мужчин и 17 женщин), безработных было 5 (3 мужчин и 2 женщины). Среди 10 неактивных 2 человека были учениками или студентами, 4 — пенсионерами, 4 были неактивными по другим причинам.

## Достопримечательности
- Церковь Сен-Мартен[фр.] (XI—XII века). Памятник истории с 1979 года[9]

## Фотогалерея
- Церковь Сен-Мартен
- Крест
- Мэрия
- Карта коммуны